# Aeroportul Regional Idaho Falls
Aeroportul Regional Idaho Falls (IATA: IDA, ICAO: KIDA, FAA LID: IDA) este un aeroport din Idaho, Statele Unite ale Americii ce deservește zona Idaho Falls⁠(d). Aeroportul a fost tranzitat în 2019 de 351.098 de pasageri. A fost numit după zona deservită.
Situat la o altitudine de 1.446 m, aeroportul dispune de 2 piste.

## Infrastructură

### Piste
Aeroportul dispune de 2 piste. Pista 02/20 are suprafața de asfalt și dimensiunile 9.002 picioare × 150 picioare. Pista 17/35 are dimensiunile 4.051 picioare × 75 picioare. 